# Oxyopomyrmex
Oxyopomyrmex es un género de hormigas perteneciente a la familia Formicidae, categorizado en la tribu Stenammini. Fue descrito por André en 1881.

## Especies
- Oxyopomyrmex emeryi Santschi, 1908
- Oxyopomyrmex gaetulus Santschi, 1929
- Oxyopomyrmex insularis Santschi, 1908
- Oxyopomyrmex krueperi Forel, 1911
- Oxyopomyrmex laevibus Salata & Borowiec, 2015
- Oxyopomyrmex lagoi Menozzi, 1936
- Oxyopomyrmex magnus Salata & Borowiec, 2015
- Oxyopomyrmex negevensis Salata & Borowiec, 2015
- Oxyopomyrmex nigripes Santschi, 1907
- Oxyopomyrmex nitidior Santschi, 1910
- Oxyopomyrmex oculatus André, 1881
- Oxyopomyrmex polybotesi Salata & Borowiec, 2015
- Oxyopomyrmex pygmalioni Salata & Borowiec, 2015
- Oxyopomyrmex sabulonis Santschi, 1915
- Oxyopomyrmex santschii Forel, 1904
- Oxyopomyrmex saulcyi Emery, 1889